# انگور خرس
انگور خرس (به انگلیسی: BearBerry) گونه‌ای از تیره خلنگیان است. نام‌ دیگر آن انگور گرگ است.

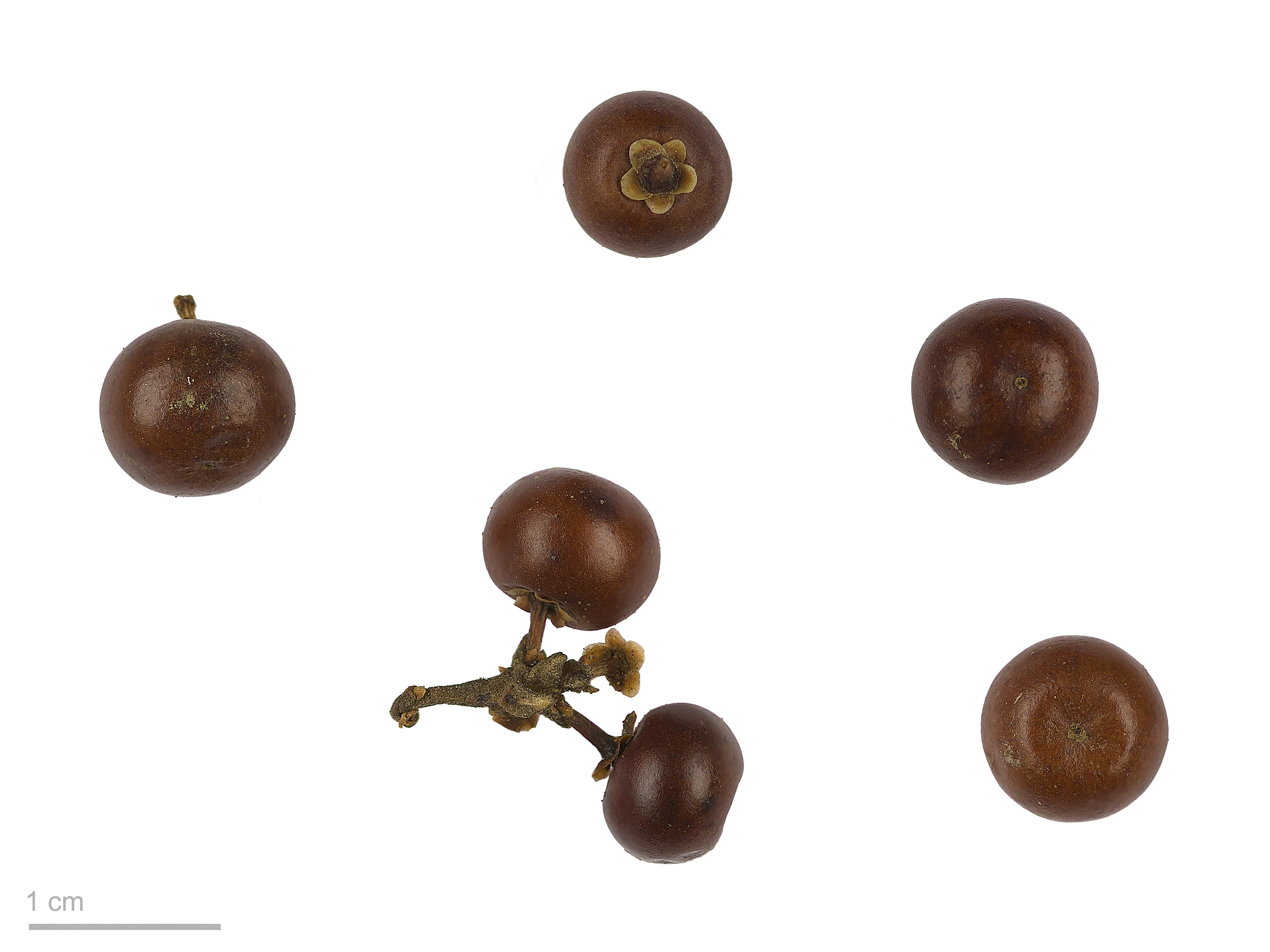
Arctostaphylos uva-ursi

انگور گرگ بومی مناطق کوهستانی شمال اروپا، آسیا و آمریکای شمالی است. این گیاه در بیشتر نقاط کانادا و آمریکا می‌روید.
علت نام‌گذاری گونه مذکور از آن جهت می باشد که میوه آن سخت و خشن بوده و حیواناتی نظیر خرس و گرگ قادر به خوردن آن هستند.
برگ‌های این گیاه حاوی تانن، آربوتین و هیدروکوئینون است. مهمترین مصارف دارویی برگ این گیاه در مشکلات ادراری و دستگاه مجاری ادراری و عفونت‌های این ناحیه است.

## ترکیبات شیمیایی
انگور خرس حاوی فلاونول هایی مانند میریستین، کوئرستین، هایپرین و گلیکوزیدهایش مثل ایزوکوئرستین و …. ایروئیدهایی مانند آسپرولوزید، مونوتروپین، کینون هایی مثل آربوتین، هیدروکینون آزاد، تانن ها مانند کوریلاژین، الاژیک و گالیک اسید و ترپنوئیدهایی همانند آلفا و بتا آمیرین، لوپئول، اورسولیک اسید (یکی از قوی ترین آنتی اکسیدانت های موجود) است. دیگر ترکیبات مثل اسید مالیک، اسید کوئینیک، التیام بخش آلانتوئین رزین، مقادیر جزئی روغن های فرار می باشد.
خواص انگور خرس.

## ویژگی‌ها
انگور گرگ درختچه کوچکی است با برگ‌های ضخیم متناوب، نامنظم، بیضی‌شکل به رنگ زیتونی و به طول یک سانتی‌متر و عرض نیم سانتی‌متر. گل‌های آن به رنگ سفید مایل به قرمز، به صورت ۳ تا ۱۵ گل با هم مجتمع شده و به حالت آویخته، در اوائل تابستان ظاهر می‌شوند. میوه آن کروی‌شکل به رنگ قرمز روشن و دارای چهار یا پنج دانه سخت می‌باشد که در اوائل پائیز می‌رسد و دارای مزه‌ای تلخ و تند بوده ولی بو ندارد.